# Viviparus acerosus
Viviparus acerosus е вид коремоного от семейство Viviparidae.

## Разпространение
Видът е разпространен в Австрия, Босна и Херцеговина, България, Германия, Гърция, Румъния, Словакия, Сърбия, Украйна, Унгария, Хърватия и Чехия.